# Judô nos Jogos Paralímpicos de Verão de 2016
As competições de judô nos Jogos Paralímpicos de Verão de 2016 foram disputadas entre 8 e 10 de setembro na Arena Carioca 3, no Rio de Janeiro, Brasil. Foram disputados 13 eventos, sendo sete categorias masculinas e seis femininas. Os atletas que disputaram o judô possuem algum tipo de deficiência visual.

## Qualificação
A qualificação é baseada no ranking mundial da Federação Internacional dos Desportos para Cegos de 30 de maio de 2016. Um total de 114 atletas foram classificados através do ranking, garantindo que cada CPN tenha no máximo um atleta por categoria.
Além disso, doze das treze modalidades tiveram uma vaga automática para o país anfitrião e algumas categorias tiveram vaga garantida para os países vencedores do Campeonato Mundial de 2015.
| País               | Masculino | Masculino | Masculino | Masculino | Masculino | Masculino | Masculino | Feminino | Feminino | Feminino | Feminino | Feminino | Feminino | Total |
| País               | -60kg     | -66kg     | -73kg     | -81kg     | -90kg     | -100kg    | +100kg    | -48kg    | -52kg    | -57kg    | -63kg    | -70kg    | +70kg    | Total |
| ------------------ | --------- | --------- | --------- | --------- | --------- | --------- | --------- | -------- | -------- | -------- | -------- | -------- | -------- | ----- |
| ALG Argélia        | X         |           | X         |           |           |           |           |          | X        |          |          |          |          | 3     |
| ARG Argentina      | X         |           | X         | X         | X         |           |           | X        |          |          |          |          |          | 5     |
| AZE Azerbaijão     | X         | X         | X         | X         | X         | X         | X         |          |          | X        | X        |          |          | 9     |
| BLR Bielorrússia   |           |           |           | X         |           |           |           |          |          |          |          |          | X        | 2     |
| BRA Brasil         | X         | X         | X         | X         | X         | X         | X         | X        | X        | X        |          | X        | X        | 12    |
| CAN Canadá         |           |           |           |           | X         |           |           |          | X        |          |          |          |          | 2     |
| CHN China          |           |           |           |           |           |           |           | X        |          | X        | X        | X        | X        | 5     |
| TPE Taipé Chinês   | X         |           |           |           |           |           |           | X        |          |          |          |          |          | 2     |
| CRO Croácia        |           |           |           |           |           |           |           |          |          |          |          | X        |          | 1     |
| CUB Cuba           |           |           | X         |           | X         | X         | X         |          |          |          | X        |          |          | 5     |
| FRA França         |           |           |           | X         |           |           |           |          | X        |          |          |          |          | 2     |
| GEO Geórgia        |           |           |           |           | X         |           |           |          |          |          |          |          |          | 1     |
| GER Alemanha       |           |           | X         | X         |           | X         |           | X        | X        |          |          |          |          | 5     |
| GBR Grã-Bretanha   | X         |           |           | X         | X         | X         | X         |          |          |          |          | X        |          | 5     |
| GRE Grécia         |           |           |           |           |           | X         |           |          |          |          |          |          |          | 1     |
| HUN Hungria        |           |           |           |           |           |           |           |          |          | X        |          | X        |          | 2     |
| IRI Irã            |           |           |           | X         |           | X         | X         |          |          |          |          |          |          | 3     |
| IRQ Iraque         |           |           |           |           |           |           | X         |          |          |          |          |          |          | 1     |
| JPN Japão          | X         | X         | X         |           | X         |           | X         | X        | X        | X        | X        |          |          | 9     |
| KAZ Cazaquistão    | X         |           | X         |           |           |           |           |          |          |          |          |          |          | 2     |
| LTU Lituânia       |           | X         |           |           |           |           |           |          |          |          |          |          |          | 1     |
| MEX México         |           |           |           | X         |           |           |           |          |          |          |          | X        |          | 2     |
| MGL Mongólia       | X         | X         |           |           |           |           |           |          |          |          |          |          |          | 2     |
| POR Portugal       |           | X         |           |           |           |           |           |          |          |          |          |          |          | 1     |
| PUR Porto Rico     |           | X         |           |           |           |           |           |          |          |          |          |          |          | 1     |
| ROU Romênia        | X         |           |           |           |           |           |           |          |          |          |          |          |          | 1     |
| KOR Coreia do Sul  | X         | X         |           | X         |           | X         |           |          |          | X        | X        |          |          | 6     |
| ESP Espanha        |           | X         | X         |           | X         |           |           |          |          | X        |          |          |          | 4     |
| SWE Suécia         |           |           |           |           |           |           |           |          |          |          | X        |          |          | 1     |
| THA Tailândia      |           |           |           |           |           |           |           |          |          |          |          |          | X        | 1     |
| TUR Turquia        |           |           |           |           |           | X         | X         | X        |          |          |          |          | X        | 4     |
| UKR Ucrânia        |           | X         | X         | X         | X         | X         |           | X        | X        | X        | X        |          |          | 9     |
| USA Estados Unidos |           |           |           |           | X         | X         | X         |          |          |          |          |          | X        | 4     |
| URU Uruguai        | X         |           |           |           |           |           |           |          |          |          |          |          | X        | 1     |
| UZB Uzbequistão    | X         | X         | X         | X         | X         | X         | X         |          | X        |          | X        | X        | X        | 11    |
| VEN Venezuela      |           | X         | X         |           |           |           | X         |          |          |          |          | X        |          | 4     |

## Medalhistas

### Evento Masculino
| Evento                    | Ouro                               | Prata                               | Bronze                                                                |
| ------------------------- | ---------------------------------- | ----------------------------------- | --------------------------------------------------------------------- |
| Até 60 kg (Detalhes)      | Sherzod Namozov UZB Uzbequistão    | Makoto Hirose JPN Japão             | Alex Bologa ROU Romênia Uugankhuu Bolormaa MGL Mongólia               |
| Até 66 kg (Detalhes)      | Utkirjon Nigmatov UZB Uzbequistão  | Bayram Mustafayev AZE Azerbaijão    | Davyd Khorava UKR Ucrânia Satoshi Fujimoto JPN Japão                  |
| Até 73 kg (Detalhes)      | Ramil Gasimov AZE Azerbaijão       | Dmytro Solovey UKR Ucrânia          | Feruz Sayidov UZB Uzbequistão Nikolai Kornhass GER Alemanha           |
| Até 81 kg (Detalhes)      | Eduardo Ávila MEX México           | Jungmin Lee KOR Coreia do Sul       | Rovshan Safarov AZE Azerbaijão Oleksandr Kosinov UKR Ucrânia          |
| Até 90 kg (Detalhes)      | Zviad Gogotchuri GEO Geórgia       | Oleksandr Nazarenko UKR Ucrânia     | Dartanyon Crockett USA Estados Unidos Shukhrat Boboev UZB Uzbequistão |
| Até 100 kg (Detalhes)     | Gwanggeun Choi KOR Coreia do Sul   | Antônio Tenório BRA Brasil          | Yordani Fernandez Sastre CUB Cuba Shirin Sharipov UZB Uzbequistão     |
| Mais de 100 kg (Detalhes) | Adiljan Tuledibaev UZB Uzbequistão | Willians Silva de Araújo BRA Brasil | Kento Masaki JPN Japão Yangaliny Jimenez KOR Coreia do Sul            |

### Evento Feminino
| Evento                   | Ouro                          | Prata                              | Bronze                                                                |
| ------------------------ | ----------------------------- | ---------------------------------- | --------------------------------------------------------------------- |
| Até 48 kg (Detalhes)     | Li Liqing CHN China           | Carmen Brussig GER Alemanha        | Ecem Taşın TUR Turquia Yuliya Halinska UKR Ucrânia                    |
| Até 52 kg (Detalhes)     | Sandrine Martinet FRA França  | Ramona Brussig GER Alemanha        | Cherine Abdellaoui ALG Argélia Sevinch Salaeva UZB Uzbequistão        |
| Até 57 kg (Detalhes)     | Inna Cherniak UKR Ucrânia     | Lúcia Teixeira BRA Brasil          | Junko Hirose JPN Japão Hana Seo KOR Coreia do Sul                     |
| Até 63 kg (Detalhes)     | Dalidaivis Rodriguez CUB Cuba | Iryna Husieva UKR Ucrânia          | Songlee Jin KOR Coreia do Sul Tursunpashsha Nurmetova UZB Uzbequistão |
| Até 70 kg (Detalhes)     | Lenia Ruvalcaba MEX México    | Alana Martins Maldonado BRA Brasil | Naomi Soazo VEN Venezuela Gulruh Rahimova UZB Uzbequistão             |
| Mais de 70 kg (Detalhes) | Yanping Yuan CHN China        | Khayitjon Alimova UZB Uzbequistão  | Christella Garcia USA Estados Unidos Mesme Tasbag TUR Turquia         |

### Quadro de medalhas
País sede destacado
| Ordem | País               | Medalha de ouro | Medalha de prata | Medalha de bronze |    |
| ----- | ------------------ | --------------- | ---------------- | ----------------- | -- |
| 1     | UZB Uzbequistão    | 3               | 1                | 6                 | 10 |
| 2     | CHN China          | 2               |                  |                   | 2  |
|       | MEX México         | 2               |                  |                   | 2  |
| 4     | UKR Ucrânia        | 1               | 3                | 3                 | 7  |
| 5     | KOR Coreia do Sul  | 1               | 1                | 2                 | 4  |
| 6     | AZE Azerbaijão     | 1               | 1                | 1                 | 3  |
| 7     | CUB Cuba           | 1               |                  | 2                 | 3  |
| 8     | FRA França         | 1               |                  |                   | 1  |
|       | GEO Geórgia        | 1               |                  |                   | 1  |
| 10    | BRA Brasil         |                 | 4                |                   | 4  |
| 11    | GER Alemanha       |                 | 2                | 1                 | 3  |
| 12    | JPN Japão          |                 | 1                | 3                 | 4  |
| 13    | TUR Turquia        |                 |                  | 2                 | 2  |
|       | USA Estados Unidos |                 |                  | 2                 | 2  |
| 15    | ALG Argélia        |                 |                  | 1                 | 1  |
|       | MGL Mongólia       |                 |                  | 1                 | 1  |
|       | ROU Romênia        |                 |                  | 1                 | 1  |
|       | VEN Venezuela      |                 |                  | 1                 | 1  |
| TOTAL | TOTAL              | 13              | 13               | 26                | 52 |